# Malek Yawahab
Malek Yawahab (tiếng Thái: มาเล็ก ยาวาหาบ, sinh ngày 15 tháng 6 năm 1983), là một cầu thủ bóng đá từ Thái Lan ở vị trí tiền vệ. Trước đó Yawahab thi đấu cho Chiangmai, Chiangrai United, và Songkhla.